# Reggimento "Lancieri di Aosta" (6º)
Il Reggimento "Lancieri di Aosta" (6º) è un'unità dell'arma di Cavalleria dell'Esercito Italiano; oggi appartiene alla "cavalleria di linea", attualmente è di stanza a Palermo inquadrato nella Brigata Meccanizzata "Aosta" di cui costituisce la pedina esplorante.

## Origini

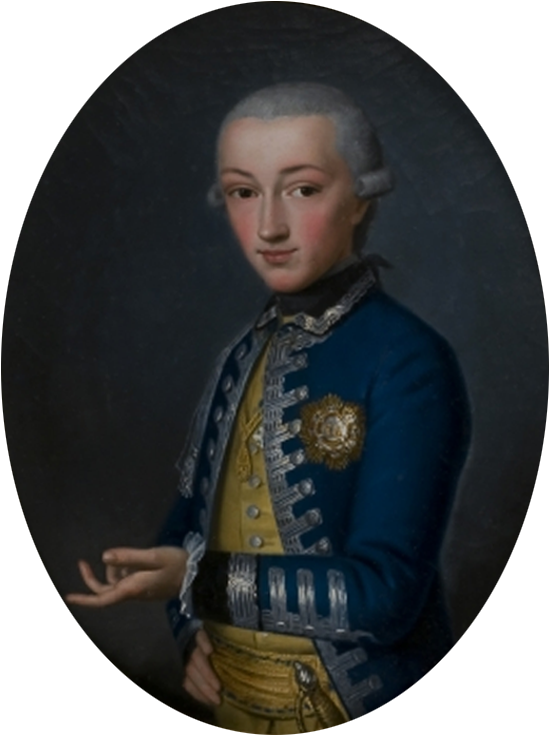
Vittorio Emanuele I 1º Comandante dell'Aosta in un dipinto che lo ritrae da giovane

I "Lancieri d'Aosta" vennero creati, nell'ambito della riforma generale dell'esercito degli Stati sardi ispirata al modello prussiano di Federico II il grande, dal re di Sardegna Vittorio Amedeo III di Savoia il 16 settembre 1774 in base al regio viglietto del precedente 28 agosto con la denominazione di Reggimento cavalleria “Aosta”.
Il Reggimento venne affidato al figlio del sovrano, Vittorio Emanuele duca di Aosta (poi, re con il nome di Vittorio Emanuele I dal 1802 al 1821), dal quale presero la denominazione. Aosta Cavalleria si costituiva a Voghera con il concorso di due compagnie ciascuno dei Dragoni del Génévois, di Piemonte Reale Cavalleria e di Savoia Cavalleria. L'anno successivo il Reggimento, schierato nel Campo di Marte, veniva presentato al sovrano dal figlio sedicenne, colonnello comandante onorario. Il 23 aprile 1778 il reggimento venne aumentato di un 4° squadrone.
Il comando effettivo era, invece, affidato al colonnello Alessandro Amoretti d'Envie che rimarrà in carica fino al 1780 e sarà ricordato come secondo comandante, pur avendo assolto il suo incarico fino dalla fondazione del reparto. Nel 1792 "Aosta" ricevette il battesimo a fuoco nel Nizzardo in occasione della prima campagna d'Italia delle truppe francesi comandate da Napoleone Bonaparte.
"Aosta" prese parte alla campagna contro l'esercito francese fino al 26 ottobre 1796 quando, dopo la conquista del Piemonte da parte di Napoleone, venne sciolto e i suoi squadroni incorporati da Piemonte Reale e Savoia Cavalleria.

## Risorgimento

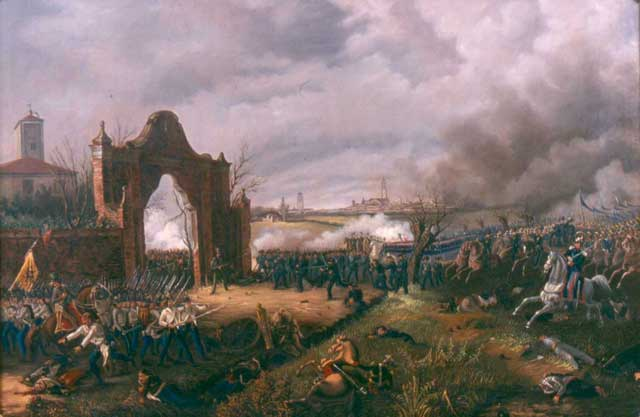
Battaglia di Novara, 23 marzo 1849 in un dipinto dell'epoca

Il 3 ottobre 1831 il re Carlo Alberto, nel riorganizzare l'Arma di Cavalleria, ne decretava la ricostituzione con il nome di Reggimento “Aosta Cavalleria” a Vercelli su sei squadroni con armamento e cavalli da dragoni. Nel 1848-1849 "Aosta" prese parte alla prima guerra di indipendenza distinguendosi nella campagna del 1848.
Nella fase iniziale della campagna, Aosta combatté a Goito l'8 aprile, quando viene ferito in battaglia il fondatore del corpo dei bersaglieri, Alessandro La Marmora. Successivamente si distinse a Mantova il 18 aprile e a Santa Lucia il 6 maggio. Infine di nuovo a Goito il 30 maggio e nei combattimenti di Sommacampagna e Custoza il 25 luglio. Durante la campagna del 1849, il 23 marzo, nella battaglia di Novara meritò la sua prima ricompensa allo stendardo, una medaglia d'argento, "per l'ottima condotta tenuta alla battaglia di Novara e in tutta la campagna del 1849".
Le esperienze acquisite in questa prima guerra contro l'Austria indussero ad un ulteriore riordino della cavalleria piemontese che, nel 1850, venne portata da 6 a 9 reggimenti, di cui 4 di linea e 5 leggeri. Aosta Cavalleria si trasformava, così, in Cavalleggeri di Aosta, lasciando l'elmo per il chepì rosso. Il reggimento nello stesso anno concorreva alla formazione dei Cavalleggeri di Alessandria e, nuovamente armato di lancia, sciabola e pistolone nel 1852, fornì nel 1855 il primo squadrone per la costituzione del Reggimento di Cavalleria "provvisorio" che sarà poi impiegato nella guerra di Crimea (1855-1856), dove prese parte ai combattimenti di Kamara e della Cernaja.
Nella seconda guerra di indipendenza del 1859 i Cavalleggeri di Aosta combatterono a Castelnuovo Scrivia il 5 maggio, poi nella grande e vittoriosa giornata di Montebello (20 maggio), a Ca Sojeta il 24 giugno e parteciparono all'assedio di Peschiera dal 26 giugno al 7 luglio.

## Nel Regno d'Italia
Nel 1860 il reggimento assunse l'attuale denominazione di Lancieri di Aosta. È impiegato dal febbraio 1863 al marzo 1864 nelle operazioni contro il brigantaggio in Capitanata, nelle Murge e nella zona di Bari.
Rientrati in guarnigione a Milano, i Lancieri di Aosta partirono di qui per la terza guerra di indipendenza ai primi di maggio del 1866 agli ordini del colonnello Alessandro Vandone di Cortemilia che, con il grado di capitano, aveva comandato il primo squadrone di Aosta nel Reggimento “provvisorio” di Cavalleria per il corpo di spedizione in Crimea nel 1855.
Nella giornata cruciale della sanguinosa battaglia di Custoza (24 giugno 1866), i "Lancieri di Aosta", per proteggere la ritirata della I Divisione di fanteria inseguita tenacemente dagli austriaci, caricarono il nemico per ben 14 volte: cinque volte l'intero reggimento e nove volte per squadroni e per plotoni.
Tra le tante cariche ve ne è stata una, particolarmente brillante, in salita. Grazie a questa valida e coraggiosa manovra della cavalleria, i bersaglieri e l'artiglieria della riserva possono, così, organizzarsi a difesa, secondo gli ordini del comando del I Corpo d'armata, che vedeva nell'occupazione del Monte Vento la possibilità di arrestare gli austriaci nella loro azione di sfondamento.
Rimasero nella memoria i nomi delle località di Oliosi, Cascina Valpezzone, e proprio Monte Vento, quest'ultimo citato anche nella motivazione della medaglia d'oro al valor militare assegnata allo stendardo.
In quella battaglia, vero battesimo del fuoco per l'esercito da soli cinque anni diventato italiano, l'ambiente naturale imponeva che la cavalleria venisse impiegata in prevalenza per l'acquisizione preventiva e il controllo di rotabili e punti dominanti. Il I Corpo d'armata, alle ore 8 del 24 giugno, avanzava per occupare le posizioni di Oliosi, a metà circa della strada fra Valeggio e Castelnuovo del Garda.
In avanguardia e a sostegno del I Corpo erano il 3º e il 4º squadrone delle “Guide” che, avanzando verso gli austriaci con numerose e ardite cariche estese anche alle località di Campagna Rossa e Monzambano, consentirono alle fanterie italiane di consolidarsi sulle posizioni raggiunte. Alle 9.30, sopraggiunti rinforzi a favore degli austriaci, venne fatto intervenire il 2º squadrone di “Aosta” che, per ben due volte, caricava l'avversario presso la cascina Valpezzone ancora oggi riconoscibile da chi percorre la strada, raffigurata in un quadro che ricorda l'episodio e custodito al Museo del Risorgimento di Roma.
Gli austriaci erano respinti, ma il vantaggio conseguito doveva essere mantenuto per consentire all'artiglieria e ai bersaglieri in riserva di prendere posizione su Monte Vento e impedire alle forze austriache di avanzare verso il Mincio. Vennero, quindi, fatti avanzare gli squadroni di “Aosta” che caricano, quindi, per ben 14 volte. Le colonne austriache vennero definitivamente arrestate. Alla testa degli squadroni rimase sempre presente il colonnello comandante, Alessandro Vandone. Forse anche quella prima inusitata missione fuori Italia aveva avuto il suo peso nella esperienza maturata dal colonnello Vandone, che verrà decorato per le cariche di Custoza con la medaglia d'argento al valor militare. “Aosta” rimase l'unico reggimento di Cavalleria ad aver meritato la massima ricompensa nel corso di tutto il XIX secolo.
L'azione di “Aosta” proseguì dopo il 24 giugno fino al 2 luglio per proteggere il ripiegamento del I Corpo d'armata tra i fiumi Mincio e Oglio. Successivamente il reggimento passò alle dipendenze dell'Armata del Po e, con una lunga penetrazione a cavallo, partì dall'acquartieramento di Mirano ed entrò in Udine il 25 luglio. Il plotone di testa era comandato dal sottotenente Bernardino Berghinz, profugo udinese cui il colonnello Vandone diede l'onore di entrare per primo nella sua città.
“Aosta” partecipò alla campagna del 1870 per la presa di Roma e fornì concorso di personale per le unità impiegate nelle campagne d'Africa (Eritrea, Abissinia) del 1887-1888 e 1895–1896.
Nel mentre, nel 1871, assunse la denominazione di 6º Reggimento di Cavalleria (Aosta), nel 1876 divenne semplicemente il Reggimento di Cavalleria “Aosta” (6º) e, nel 1897, prese la denominazione di Reggimento Lancieri di Aosta (6º). Nel 1906 partecipò alle operazioni di soccorso delle popolazioni colpite dall'eruzione del Vesuvio.

## Prima guerra mondiale
Nella parte iniziale della prima guerra mondiale (1915–1918) il Reggimento, su cinque squadroni cavalieri e rinforzato con uno squadrone mitraglieri, venne impiegato sul basso Isonzo fino al 17 novembre 1915. Era inquadrato nella IV Brigata di Cavalleria, a sua volta inserita nella II Divisione di Cavalleria. Dopo aver trascorso l'inverno nella sede stanziale di Ferrara, “Aosta” venne impiegato nel maggio del 1916 sull'Altopiano di Asiago per contrastare l'offensiva austriaca che tende agli sbocchi in pianura attraverso le valli vicentine. Nel 1917 durante l'offensiva sull'Altopiano della Bainsizza svolge compiti di collegamento e sicurezza per il XXIV Corpo d'armata fino al 12 settembre.
Nel mese di ottobre 1917 partecipava a tutte le azioni condotte a favore del ripiegamento della seconda armata, distinguendosi in combattimenti di alleggerimento della pressione nemica a Cividale del Friuli e Fagagna. Con la travolgente offensiva di Vittorio Veneto (ottobre-novembre 1918), le ultime giornate di guerra videro “Aosta”, come gli altri reggimenti di cavalleria, all'inseguimento del nemico in fuga, con il fondamentale compito di portare più in avanti possibile la linea dell'armistizio e prevenire la distruzione delle linee di comunicazione.
Con la carica di Corgnolo del 4 novembre 1918 il Reggimento meritava la medaglia di bronzo al valor militare.

## Tra le due guerre
Nel dopoguerra “Aosta” visse le vicende della riorganizzazione o, meglio, del “ripensamento” della Cavalleria. Negli anni venti e trenta del secolo scorso si discuteva, a livello internazionale, sulla progressiva meccanizzazione della cavalleria, fino a renderla, nelle proposte più estreme (Germania) arma completamente “montata” su mezzi corazzati. In Italia si tendeva, con un po' di confusione e con mancanza di strategia a lungo termine, ad aggregare unità a cavallo e unità blindate nel medesimo reparto. Negli anni trenta i reggimenti di Cavalleria italiana acquisirono, per un breve periodo, uno squadrone “montato” sui piccoli L 3, mezzi dalla ridotta blindatura e dalle scarse prestazioni che vennero emblematicamente nominati dai soldati "scatole di sardine", e destinati ironicamente a costituire fin dopo lo scoppio della seconda guerra mondiale il nerbo delle pretese forze corazzate italiane.
Il 20 maggio 1920 il Reggimento assumeva la denominazione di Cavalleggeri di Aosta e perdeva la lancia, incorporando, per lo scioglimento di 18 reggimenti di cavalleria, elementi dei Cavalleggeri di Caserta (3º e 4º squadrone) e, successivamente, (1º luglio) il 2º squadrone dei Cavalleggeri di Roma e il 1º squadrone dei Lancieri di Milano. Venne costituito su stato maggiore, 4 squadroni e deposito. Il 1º marzo 1930 veniva nuovamente ricostituito il 5º squadrone mitraglieri su 8 mitragliatrici pesanti. Lo Stato maggiore assunse la denominazione di “Reparto Comando” con autocarreggio (15 autocarri leggeri che sostituiscono i carri bagaglio con cavalli), mezzi di collegamento (12 motociclisti e 3 stazioni radio R/3). Ogni squadrone ricevette, poi, 8 fucili mitragliatori. L'8 febbraio 1934 riprese la denominazione di Lancieri di Aosta. Si avvicinavano sempre più gli impegni bellici oltremare ed “Aosta” aumentò la consistenza del reparto: nel giugno 1935 vennero costituiti il III (a Torre Annunziata) ed il IV (a Baia) Gruppi mitraglieri autocarrati, su 3 squadroni (120 effettivi) ed 1 squadrone comando (60 effettivi) per Gruppo, con richiamati della classe 1911 del Reggimento e di quelli affluiti dai reggimenti “Novara”, “Firenze”, “Vittorio Emanuele II”, “Saluzzo”, “Monferrato”, “Alessandria” e “Guide”. La forza complessiva di “Aosta” saliva a 125 ufficiali, 239 sottufficiali e 5.421 lancieri.
Nel 1935-1936 i Lancieri di Aosta presero parte alla guerra contro l'Etiopia, proprio con i Gruppi mitraglieri. Il III Gruppo, comandato dal tenente colonnello Panzini, s'imbarcò per Mogadiscio nella seconda quindicina di agosto; il IV, comandato dal maggiore Travaglianti, il 27 settembre. A Mogadiscio ricevettero 11 autocarri Ford 8 V per ogni squadrone ed 8 per lo squadrone comando. Il 20 gennaio 1937, dopo aspri combattimenti, venne occupata Neghelli, capoluogo della regione dei Galla - Sidama. Si avvicendano al comando del IV il Cap. Marcello Invrea ed il Cap. Carlo Bozzi. Intanto il 1º gennaio 1937 i due gruppi, insieme al I e II di “Genova Cavalleria”, erano stati riuniti nel Raggruppamento "Cavalieri di Neghelli", al comando del colonnello Micheli, così chiamato per la vittoriosa azione che aveva portato all'occupazione di quell'importante centro. Esso combatte a Darar, Mega Sadè, Aghrasalem, Harbagoma, Javello, Agheramiam, Finciau, Adicciò, per le grandi operazioni di polizia coloniale.
Gli squadroni rimpatrieranno nella tarda primavera del 1937 e saranno subito disciolti, mentre molti loro componenti si fermeranno nella neonata Africa Orientale Italiana (A.O. I.) per opere di pace come colonizzatori e funzionari di governo. Prima di essere sciolti i due Gruppi mitraglieri vennero decorati ciascuno con una medaglia di bronzo al valor militare per il coraggio e l'efficienza dimostrati durante il ciclo operativo nella regione dei Grandi Laghi (giugno – dicembre 1936).
Per la guerra civile spagnola (1935-1939) “Aosta” inviò, quali “volontari”, 5 ufficiali, 8 sottufficiali e 51 lancieri. Nel 1939 il I Gruppo squadroni di “Aosta” venne inquadrato nel Reggimento di Cavalleria “provvisorio”, comandato dal colonnello Raffaele Pelligra, per la campagna di occupazione dell'Albania.

## Seconda guerra mondiale
Lo scoppio della seconda guerra mondiale vedeva in linea generale le forze armate italiane notevolmente distanziate sul piano tecnologico rispetto agli eserciti alleati.
In particolare l'arma di cavalleria, afflitta da mille remore conservatrici che nel ventennio tra le due guerre ne impedirono la meccanizzazione, entrava in guerra con le proprie unità ancora "a cavallo", cioè con armamento, addestramento, ordinamento e capacità complessive del tutto inadeguate rispetto alle esigenze della guerra meccanizzata. Con l'esclusione di alcuni reparti corazzati che vennero costituiti nei primi anni di guerra e impiegati autonomamente distaccati dai reggimenti cui solo nominalmente appartenevano, il grosso della cavalleria preferì conservare le proprie caratteristiche tradizionali benché ormai fosse chiaro a tutti che erano del tutto obsolete. La riconversione di un paio di reggimenti di cavalleria in unità corazzate avvenne infatti con incolmabile ritardo e non poterono risultare impiegabili se non agli inizi del 1943. Purtroppo Aosta fu fra i reggimenti di cavalleria che conservarono la fisionomia a cavallo per l’intero secondo conflitto mondiale e si presentó all’appuntamento in splendida forma ma del tutto inadeguato ai tempi.
Il conflitto vide i Lancieri di Aosta organizzati, come tutti i reggimenti di cavalleria, in comando di Reggimento (autodrappello, servizi, sanità, ecc.), due Gruppi squadroni composti da due squadroni a cavallo ciascuno ed uno squadrone mitraglieri. La forza complessiva era di 37 ufficiali, 810 fra sottufficiali e truppa, 758 cavalli da sella, 52 cavalli da soma, 36 fucili mitragliatori, 12 mitragliatrici, 31 biciclette, 6 motociclette e 15 autocarri. Con tali organici e soprattutto con mezzi così inadatti alla guerra moderna si apprestava ai duri e lunghi anni di guerra contro avversari notevolmente più forniti sul piano del materiale bellico.
Nell'estate del 1940, in Albania, “Aosta” (comandato dal colonnello Imperiali di Francavilla) con i Lancieri di Milano e le “Guide” venne inquadrato nel Raggruppamento Celere del Litorale (a sua volta parte del Corpo d'armata della Ciamuria comandato dal generale Rossi), schierato alla destra del fronte d'attacco alla Grecia. Il 27 ottobre 1940 (prima ancora della dichiarazione di guerra alla Grecia) venne effettuata una ricognizione offensiva lungo il confine, che venne superato il giorno successivo, alle ore 10, senza incontrare resistenza. Nel pomeriggio venne guadato il pericoloso e profondo fiume Kalamas.
I primi scontri con le truppe greche avvennero a Hegoumenitsa, 6 km oltre il fiume.
Da lì in poi avvenne una lunga serie di combattimenti con reparti di cavalleria e fanteria nemici, spesso in appoggio a grandi unità in difficoltà, come la Divisione “Siena” (9 novembre 1940). Il 10 dicembre iniziò un vero e proprio raid verso Paramythia, alle spalle tergo delle linee nemiche ed attraverso pessimi sentieri. Il villaggio venne raggiunto ed accerchiato, mentre il 3º squadrone vi penetrava e, nonostante consistenti forze avversarie, distruggeva magazzini pieni di rifornimenti con una brillante manovra, pienamente riuscita senza perdite.
Il 16 dicembre ricevette l'ordine di ripiegare, a sostegno del 3º Granatieri, fortemente attaccato e si schierava a protezione del fianco destro col fronte. Ripiegava poi su Kastrion e Porto Sagiada, percorrendo, così, oltre 100 km in territorio nemico. Successivamente, sempre con condizioni atmosferiche dure quando non proibitive, si spostava verso Argirocastro e poi Suhes per consolidare il relativo fronte di difesa avverso la controffensiva greca. Per il ciclo operativo del 1940 “Aosta” ricevette la croce di guerra al valor militare.
Nei primi mesi del 1941 “Aosta” continuò la difficile attività di contenimento della pressione militare avversaria, spesso mediante reparti di formazione (“Raggruppamento Celere Centauro”). Dopo l'appoggio tedesco alle iniziative belliche italiane e l'attacco alla Jugoslavia (marzo 1941), “Aosta”, in seguito allo sfondamento del fronte, intraprese una profonda penetrazione nel territorio jugoslavo, giungendo a Dibra dopo ben 1.100 km di marcia. Successivamente ritornò in Grecia e si portò nella zona di Atene – Il Pireo per svolgere compiti di occupazione, in un secondo momento estesi al canale di Corinto.
Nel frattempo,  presso il deposito del reggimento dislocato a Napoli - Bagnoli, era stato costituito il VI Gruppo squadroni mitraglieri “Aosta”, inviato autonomamente in Africa settentrionale. Nel settembre 1941 il gruppo veniva schierato lungo la Via Balbia, a sud di Tobruk, inquadrato nella divisione motorizzata “Trento”. Il 17 settembre resistette a reiterati attacchi inglesi, malgrado l'inferiorità di mezzi. Il 7 ottobre contro sanguinosi attacchi alle posizioni di Bir el Azazi e poi ancora il 10 ottobre, il 19 novembre. Il 7 dicembre teneva testa a masse di fanterie e mezzi corazzati, mentre era in atto un ripiegamento: il 1º squadrone subì le perdite più gravi, dopo una resistenza protratta per due giorni ai furiosi assalti nemici, insieme a un gruppo di artiglieria, provocando ai britannici la perdita di una decina di carri, con oltre la metà degli equipaggi. Il Gruppo squadroni mitraglieri venne, poi, assegnato al XXI Corpo d'armata, a Bengasi.
Nel 1942 il reggimento “Aosta” continuava l'attività di occupazione in terra greca. Nel settembre 1942 era dislocato fra il Canale di Corinto e il Peloponneso (Megara), poi anche a Lamia e Larissa. In quel periodo stava organizzandosi il movimento di ribellione nazionalista greco (generale Zervas, E.A.M.), fortemente sostenuto dagli inglesi. Gli Alleati costituiranno e raggrupperanno tali partigiani in vere e proprie grandi unità, sotto le bandiere dell'EDES (filo-monarchico) e dell'ELAS (di orientamento comunista).
Nella prima metà del 1943 si intensificò l'attività partigiana, in particolar modo nel settore operativo di “Aosta” (zona Trikala Karditsa), sempre più duramente impegnato nella conseguente attività repressiva. L'armistizio dell'8 settembre 1943 sorprese “Aosta”, senza alcun ordine superiore come pressoché tutti i reparti italiani, a Trikala, dove, nonostante la pressione partigiana, il Reggimento era padrone della situazione.
Il mattino del 9 settembre vennero presi contatti con la missione alleata: respinta la richiesta di resa, vennero stipulati il giorno successivo dal comandante colonnello Berti precisi accordi di cobelligeranza con gli Alleati e con i partigiani greci dell'ELAS e dell'EDES (generale Fluglis, comandante della 1ª Divisione) contro le forze tedesche. Si trattava di uno dei pochi accordi similari stipulati dalle forze armate italiane dopo l'armistizio con il quale veniva mantenuta l'autonomia del reparto e la pari dignità. “Aosta” veniva posto sotto l'alto comando congiunto del Quartier generale inglese del Cairo e dello Stato maggiore italiano. Sicuramente, in tale caso, giocava a favore italiano la forza e la determinazione del Reggimento, nonostante la situazione generale sfavorevole.
In tale momento “Aosta” contava su un organico di cospicue dimensioni (suddiviso in squadrone comando; I Gruppo su 1º squadrone e 2º squadrone; II Gruppo su 3º squadrone e 4º squadrone, 5º mitraglieri, XXXI Gruppo appiedato e una batteria del XVIII Artiglieria: in totale 48 ufficiali, 1.718 fra sottufficiali e truppa, 1.628 moschetti, 52 fucili mitragliatori, 38 mitragliatrici, 800 cavalli). Per la parte logistica ”Aosta” riceveva dagli Alleati una sterlina d'oro al mese per lanciere e per cavallo, unico sostegno per la sopravvivenza. Dopo l'accordo di cobelligeranza con gli Alleati del 10 settembre, il Reggimento si trasferiva alle falde della catena montuosa del Pindo.
Nel periodo settembre - ottobre 1943 contribuì notevolmente ad arrestare le forze tedesche nel loro tentativo di riconquistare l'area (scontri di Kalabaka e di Porta Psari) e svolse alcune azioni di controffensiva, come a Larissa, dove venne attaccato un campo di aviazione, distruggendo vari apparecchi. In questo ciclo operativo il Reggimento riscosse il forte compiacimento del generale greco Averopulos, comandante del settore. Nonostante questi indubbi meriti, il 14 ottobre 1944 due battaglioni dell'ELAS tentarano a disarme il Reggimento, uccidendo il tenente cappellano don Marino Pilati, medaglia d'argento alla memoria, 19 lancieri e ferendone 49.
Nonostante la strenua difesa, “Aosta”, a sera inoltrata, dovette sospendere la resistenza.
Gli ufficiali furono divisi dai lancieri, si impedì loro di vedere i morti e di assistere i feriti, molti furono brutalmente percossi. A Pirgos il I Gruppo, comandato dal maggiore Tognozzi, resistette più a lungo, finché il comando divisione diede, anche ad esso, ordine di cessare l'inutile resistenza. Lunghe furono le sofferenze ulteriori dei soldati italiani, deportati in prigionia tra popolazione ostile, con mancanza di ogni sostentamento.

Tuttavia «sempre fieri e dignitosi», come ebbero a riconoscere gli stessi partigiani greci.
Saranno rimpatriati con navi alleate solo nel marzo 1945. Lo stendardo venne nascosto da graduati e sottufficiali di “Aosta” e riportato in Italia, a Bari, il 28 ottobre 1944.

Il VI Gruppo squadroni mitraglieri “Aosta”, in Africa settentrionale, dopo il ripiegamento italo-tedesco in Tunisia nel gennaio- marzo 1943, al comando del maggiore Noschese, pur con gravi perdite combatté l'avanzata alleata inquadrato nella I Brigata speciale a Serred Maknasy ed a Djebe Noemia. Ad aprile i resti del Gruppo combattevano strenuamente sulla linea di Enfidaville, poi seguirono le sorti delle forze italiane fino alla resa dell'ultimo ridotto di Capo Bon l'11 maggio 1943. Il 20 luglio 1943 il XXIII Gruppo appiedato costiero “Aosta” prese parte alla difesa del porto “N” di Palermo e della piazza militare di Marina di Reggio Calabria e combatté a Villa San Giovanni.

## Repubblica italiana
Nel dopoguerra riprese con vigore il dibattito sul futuro della cavalleria nelle moderne forze armate: dopo varie tendenze, la Cavalleria riprese il suo ruolo di componente esplorante con unità blindate prima e cingolate poi. 
Nel 1951 si ricostituiva a Reggio Emilia il 6º Reggimento di Cavalleria Blindata (R.C.B.) “Lancieri di Aosta” ed il 25 giugno 1952 rientrava in possesso dello Stendardo di guerra. Nel corso degli anni cinquanta, dopo aver acquisito una componente blindata (scout car, autoblindo Greyhound) e corazzata (carro leggero Stuart M 5, carro leggero M 24, carro medio M 47), veniva dotato anche di una sezione di aerei leggeri per osservazione (Piper L 21) fin quando non avrà vita autonoma l'Aviazione Leggera dell'Esercito. Il 4 novembre 1958 riassumeva la denominazione di Reggimento “Lancieri di Aosta” (6º). 
Sciolto il 31 agosto 1964, il successivo 16 settembre diede origine (II Gruppo squadroni) al Gruppo squadroni “Cavalleggeri di Saluzzo” ed al (I Gruppo squadroni) Gruppo squadroni “Lancieri di Aosta” (6º) con sede a Cervignano del Friuli, poco distante da Corgnolo, dove il Reggimento aveva concluso con onore la prima guerra mondiale e inquadrato nella Divisione fanteria da montagna "Mantova". 
La ristrutturazione del 1976 riportò in vita molti dei reggimenti scomparsi suddivisi fra unità meccanizzate, corazzate, carri ed esploranti.
Nel 1976 i "Lancieri di Aosta" ricevevano la medaglia di bronzo al valore dell'Esercito per l'abnegazione dimostrata nelle operazioni di soccorso delle popolazioni colpite dal disastroso terremoto in Friuli. Sempre nel 1976 cambiavano denominazione e moduli operativi in 6º Gruppo Squadroni Carri “Lancieri di Aosta”.
Il 7 maggio 1991 lasciarono la sede di Cervignano del Friuli per trasferirsi a Palermo, alla caserma Antonino Cascino.

Il 3 marzo 1993, tornati al rango di reggimento, riprendono la denominazione attuale di Reggimento "Lancieri di Aosta" (6º).
Nel corso della sua lunga storia “Aosta” è divenuto uno dei reparti più decorati delle Forze armate italiane: una medaglia d'oro al valor militare (Terza guerra di indipendenza, Custoza, 24 giugno 1866), una medaglia d'argento al valor militare (Prima guerra di indipendenza, Novara, 1848), tre medaglie di bronzo al valor militare (prima guerra mondiale, Corgnolo, 1918; due per la guerra contro l'Etiopia, 1935-1936), una croce di guerra al valor militare (seconda guerra mondiale, fronte greco-albanese, 1940), una medaglia di bronzo al valor dell'Esercito (terremoto del Friuli, 1976).
Al reparto si assegnano i tradizionali compiti di osservazione, massa di manovra e di sfondamento, ora corazzato, in particolare con l'acquisizione della componente carrista negli anni novanta. 

### Dagli anni 2000

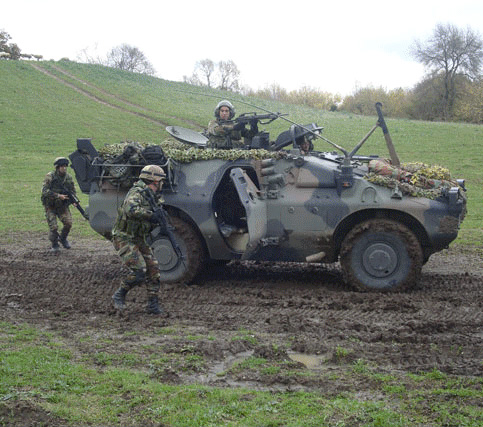
Membri del Rgt. “Lancieri di Aosta” (6°) in esercitazione

Negli anni '90, inquadrato nella Brigata meccanizzata "Aosta", ha preso parte all'attività di ordine pubblico in Sicilia nell'ambito dell'Operazione Vespri siciliani e operazione Domino in territorio italiano. Dal 2001 al 2007, ha preso parte, inviando reparti a livello squadrone, alle operazioni NATO nei Balcani (Bosnia e Kosovo), mentre, nel 2006, ha inviato in Kosovo l'intero Gruppo squadroni. Infine, nel 2009, lo Stendardo del Reggimento ha varcato, per la prima volta dopo la seconda guerra mondiale, i confini nazionali poiché il Reggimento a ranghi completi ha preso parte all'Operazione "Leonte 6" in Libano, nel quadro della missione UNIFIL, posto alle dipendenze della Brigata corazzata "Ariete". In particolare, al Reggimento è stato affidato il compito di controllo dello "spicchio" sud-occidentale del Settore Ovest di UNIFIL e di circa 15 km. della Blue Line, la linea armistiziale tra Libano ed Israele (ivi compreso il presidio dell'unico punto di passaggio internazionalmente riconosciuto ed autorizzato tra i due Paesi). Al rientro in Patria, ad ottobre 2009, il Reggimento è stato immediatamente impegnato, con un'unità a livello squadrone, nell'Operazione "Strade Sicure" con il presidio del CPT e del CARA di Caltanissetta.
La sua struttura, trasformatasi nell'ultimo decennio da "cavalleria di linea" in "cavalleria di linea pesante", è stata riformata, nel corso del 2010, uguagliandola a quella degli altri sette reggimenti di Cavalleria di linea esplorante esistenti: presenta il Comando del Reggimento ed uno squadrone comando e supporto logistico, un Gruppo squadroni su quattro squadroni blindati - di cui tre in versione "mista" per lo sviluppo dell'attività esplorante ed uno in versione "pesante" per il supporto di fuoco - per un totale di 48 blindo "Centauro" (con cannone da 105 mm e mitragliatrici da 7,62 mm) su otto ruote motrici, e di circa 50 veicoli per trasporto truppa (al momento, vi sono: la Blindo Puma, tanto nella configurazione a quattro quanto in quella a sei ruote motrici, i VM multiruolo e, in via di approvvigionamento, i VTLM).

## Struttura del Reggimento
- Comando Reggimentale
- Squadrone Comando e supporto logistico
- 1ºGruppo Squadroni Esplorante "Montevento" composto da:
  - 1º Squadrone Esplorante "Custoza"
  - 2º Squadrone Esplorante "Novara"
  - 3ºSquadrone Esplorante "Corgnolo"
  - 4º Squadrone Blindo Pesanti "Neghelli"

## Missioni in territorio nazionale
- Operazione Vespri siciliani
- Operazione Domino
- Operazione Strade Sicure

## Missioni estere
- Bosnia SFOR 2001 (1º Squadrone "Custoza") al comando del Cap.c. Ciro GAMBINO dislocato presso la caserma "Tito Barrack" in Sarajevo;
- Bosnia SFOR 2002 (2º Squadrone "Novara") al comando del Cap.c. Dario MAFFEO dislocato presso la caserma "Tito Barrack" in Sarajevo;
- Kosovo KFOR 2003 (2º Squadrone "Novara") al comando del Cap.c. Danilo SILVESTRI dislocato quale distaccamento autonomo presso la municipalità di Klina; e 3º Squadrone "Neghelli" al comando del Cap.c. Renato REALE dislocato in Gorazdevac;
- Libano UNIFIL (2009) Operazione Leonte VI (sotto il Comando della 132ª Brigata Corazzata "Ariete");
- Libano UNIFIL (2011) Operazione Leonte X (sotto il comando della Brigata Meccanizzata "Aosta");

Il Reggimento ha fornito e fornisce personale e mezzi per le missioni Antica Babilonia in Iraq, per le missioni ISAF in Afghanistan, per l'Operazione Leonte all'interno della missione UNIFIL disposta dalle Nazioni Unite in Libano ed in altre nazioni del mondo.

## Onorificenze
Nella sua storia il Reggimento "Lancieri di Aosta" (6º) ha meritato le seguenti onorificenze allo Stendardo:

### Le decorazioni allo stendardo
Nel primo aspro vittorioso periodo della campagna greca operò con estrema audacia e con alto spirito aggressivo. A Paramythia, in valle Suhe, sulle posizioni di Stegopoli seppre sempre e in ogni occazione intervenire con decisione e indomito valore, concorrendo alle audaci imprese dei fanti e dividendo con essi sacrifici e pericoli.

## Stemma
Scudo: inquartato. Nel primo e quarto d'argento all'aquila spiegata di nero, rostrata e membrata d'oro; nel secondo e terzo di nero, al leone d'argento armato e lampassato di rosso; il tutto abbassato al capo d'oro.
Corona turrita.
Ornamenti esteriori:
lista bifida: d'oro, svolazzante, collocata sotto la punta dello scudo, incurvata con la concavità rivolta verso l'alto, riportante il motto: "AOSTA D'FER".
nastri rappresentativi delle ricompense al Valore: una medaglia d'Oro al valor militare, una medaglia d'argento al valor militare, tre medaglie di bronzo al valor militare, una medaglia di bronzo al valor dell'esercito, una croce di guerra al valor militare sono annodate nella parte centrale non visibile della corona turrita, scendenti svolazzanti in sbarra ed in banda dal punto predetto, passando dietro la parte superiore dello scudo.

## Insegne e simboli
- Il Reggimento indossa il fregio dei Lancieri composto da due lance con banderuola azzurra, incrociate sotto una granata a fiamma dritta. Il fregio è in metallo argentato opaco poggiante su di un cerchio lucido indossato con il basco, fregio dorato per il berretto rigido.
- La mostreggiatura del reggimento come per tutte le unità della specialità cavalleria di linea è costituita dalle fiamme a tre punte che richiamano i colori tradizionali dei baveri; per il Reggimento "Lancieri di Aosta" sono rosse. Alla base della mostrina si trova la stella argentata a 5 punte bordata di nero, simbolo che contraddistingue il personale appartenente alle forze armate italiane.

## Festa del Reggimento
La festa del Reggimento si tiene il 24 giugno, anniversario della battaglia di Custoza (1866).

## Persone legate al Reggimento
- Federico Ferrari-Orsi
- Lodovico Menicucci
- Salvatore Pes, marchese di Villamarina
- Ettore Varini
- Giovanni Imperiali d'Afflitto di Francavilla

## Armi e mezzi in dotazione
Informazioni ricavate dalla pagina del Reggimento "Lancieri di Aosta" nel sito dello Stato Maggiore dell'Esercito.

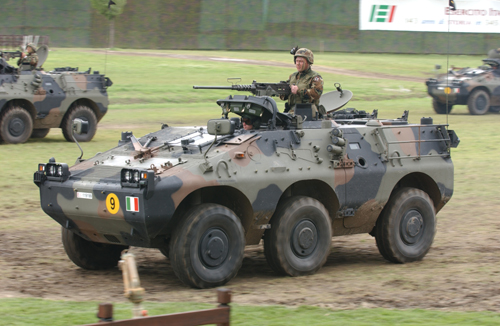
Puma 6X6

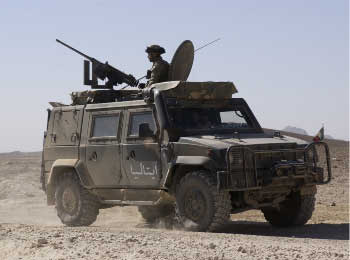
VTLM Lince

### Armamento
- Pistola automatica "BERETTA 92 FS" cal.9
- Fucile d'assalto "AR 70/90" cal. 5,56
- Fucile d'assalto "Beretta ARX - 160" calibro NATO 5,56 x 45mm
- Arma di reparto "MINIMI" cal. 5,56
- Arma di reparto "MG 42/59" cal. 7,62 NATO
- Arma di reparto Browning cal. 12,7
- OD 82/SE
- Mortaio rigato da 120 mm

### Mezzi
- Land Rover AR 90
- Iveco VM 90
- Puma 4x4
- Autoblindo 8x8 Centauro
- Leopard 1